# Grzegorz Śledziewski
Grzegorz Śledziewski, född den 18 juli 1950 i Gdańsk, Polen, är en polsk kanotist.
Han tog bland annat VM-guld i K-1 1000 meter i samband med sprintvärldsmästerskapen i kanotsport 1971 i Belgrad.